# بطريق ملكي
البطريق الملكي (الاسم العلمي: Eudyptes schlegeli) (بالإنجليزية: Royal Penguin)‏ هو نوع من أنواع البطاريق حول العالم، والتي يمكن العثور عليها في شبه جزيرة ماكواري القريبة من القطب الجنوبي المتجمد؛ أو الجزر القريبة منها. الاتحاد الدولي الاتحاد الدولي لحفظ الطبيعة يقوم بتصنيف البطريق الملكي على أنه غير مهدد. ويثار جدل حول انتماء البطريق الملكي إلى فصيلة بطاريق المكرونة.

## المعيشة
تعيش البطاريق الملكية في القارة القطبية الجنوبية، يعتبرها البعض من فصائل بطاريق المكرونة؛ إلا أنها تتميز بوجه وذقن أبيض اللون، في حين أن بطاريق المكرونة تتميز بوجه أسود اللون. ويبلغ متوسط طول البطريق الملكي 65-76 سم، وتزن 3-8 كجم (6.6-17.6 رطل)، في حين أن الإناث منها أكبر حجماً من الذكور. وتتوالد البطاريق الملكية فقط في جزيرة ماكواري؛ وتقضي الكثير من وقتها في مياه البحر.
طيور البطريق الملكي تبني عششها على شاطئ البحر أو في المناطق المكشوفة على المنحدرات المغطاة بغطاء نباتي، ومثل معظم الطيور البحرية فالبطاريق الملكية تعيش في جماعات كبيرة. تتكاثر البطاريق الملكية في شهر سبتمبر من العام، حيث تضع بيضتين وتحتضنها لفترة تقارب 35 يوماً.

## الغذاء
تتغذى طيور البطريق الملكي على القريدس والأسماك والحبار. وحينما تبني طيور البطاريق الملكية عشّها تضع في وسطه حفرة في التربة لتخزن فيها النبات والغذاء. وتطعم البطاريق الملكية فراخها من مرتين إلى ثلاث مرات خلال اليوم، ويستغرق الفرخ 65 يوماً حتى يبدأ في الاعتماد على نفسه في معيشته وأكله. ==مراجع==
1. ↑  The IUCN Red List of Threatened Species 2021.3 (بالإنجليزية), 9 Dec 2021, QID:Q110235407
2. 1 2  IOC World Bird List Version 6.3 (بالإنجليزية), 21 Jul 2016, DOI:10.14344/IOC.ML.6.3, QID:Q27042747
3. ↑  IOC World Bird List. Version 7.2 (بالإنجليزية), 22 Apr 2017, DOI:10.14344/IOC.ML.7.2, QID:Q29937193
4. ↑  World Bird List: IOC World Bird List (بالإنجليزية) (6.4th ed.), International Ornithologists' Union, 2016, DOI:10.14344/IOC.ML.6.4, QID:Q27907675
5. ↑  مترجمة من مقالة البطريق الملكي في النسخة الإنجليزية من ويكيبيديا.